# Ignacio Medina Pardi
Ignacio Medina Pardi (1982, Buenos Aires), más conocido como Nacho Medina, es un músico, compositor, actor y cantante y director teatral de comedia musical argentino. Trabajo como director general y Compositor en Musicales Históricos de Marisé Monteiro, entre los que se destacan: “Patriotas, STREAMING”, “Patriotas, historia secreta de una revolución”, Belgrano en Jujuy (Jujuy) “Sarmiento un hombre de dos mundos”, “Los hombres de la Independencia”, “El Libertador”, “El Ejército de los Andes (Mendoza), El convento de Santo Domingo (San Juan) “Encuentro de valientes” (Salta) y “Belgrano, el defensor de los pueblos soberanos” con funciones en Tecnópolis (Microestadio, Sala Ballena y Galpón 19), Senado de la Nación Argentina, Museos Históricos Nacionales, Masonería Argentina, Ciclos de la TV Pública, en el ciclo Teatro en las Plazas, Centros Culturales y Tecnópolis Federal recorriendo el interior del país e integrando en sus puestas Ballets locales de las distintas provincias
En el rubro Teatro Juvenil estuvo a cargo de la Dirección General de espectáculos protagonizados por los generadores de contenido más populares del país: “El Demente, la despedida” “Cancelados”, “Sin Domesticar”, “Si yo fuera”, “Valen Madanes el Show”, “Marty Domínguez en vivo”, “Wos El entrenamiento”, “Lucas Spadafora, quien mejor que vos para reírte de vos mismo” realizando funciones en el Estadio Luna Park, Teatro El Nacional, Teatro Apolo, y giras nacionales e internacionales.
Dentro del  Teatro Musical Infantil fue director general y Compositor de “Las Canciones de la Plaza”, “El secreto de la calesita”, “Desconcierto para orquesta”, Rapsodia de animales”, El Guardián del Agua (Con marionetas de gran tamaño de La Academia de Arte de Venecia) y “Cuentos con globos” realizando funciones en el CCK, Sala Gastón Barral de la UOCRA, Tecnópolis, Senado de la Nación, Teatro IFT, Festivales, eventos  y escuelas
Dirigió “Las canciones de la Plaza y El secreto de la calesita”, en el CCK
Por cuatro años consecutivos fue director general de los musicales  de difusión de los Juegos Olímpicos de la Juventud 2018, “Tiempo de Olimpiadas”, realizando cuatro espectáculos y más de 400 funciones en escuelas, Feria del Libro Infantil, Polo Circo y en grandes eventos.
En el campo audiovisual fue director general y compositor en el ciclo “La historia en su lugar digital” de Marisé Monteiro, que integra los micro-progamas: “Yapeyú, la cuna de El Libertador”, “Campamento El Plumerillo, Los preparativos del Ejército de los Andes”, “La Posta de Yatasto, encuentro de patriotas”. Para el ciclo de teatro de la TV Pública “ El 9 de julio es aquí” estuvo a cargo de la Dirección General de los musicales: Encuentro de Patriotas (en Salta), El Convento de Santo Domingo (en San Juan) y El Libertador (en Mendoza).
Estuvo a cargo de la Dirección General de El Plumerillo 360, una innovadora instalación que combinó historia, arte y tecnología en Tecnópolis 
Como director general estuvo a cargo de los espectáculos de Marisé Monteiro “Varón pa quererte mucho” en el Tándem del Centro Cultural San Martín, espectáculo de tango con cocina de autor y “La Pluma intermible, por siempre Shakespeare y Cervantes” en la sala Gastón Barral de la UOCRA

Referencias
- en Red Teatral
- Juicio a lo Natural
- La Nación Critica a Juicio a Lo Natural (enlace roto disponible en Internet Archive; véase el historial, la primera versión y la última).
- Ver Juicio a lo Natural
- Nacho en El Fantasma De Canterville

- Datos: Q5913422